# Tommie Agee (football américain)
(en) Statistiques sur pro-football-reference
Thomas Lee Agee (né le 22 février 1964 à Maplesville) est un joueur américain de football américain évoluant au poste de running back.

## Enfance
Agee commence à jouer au football américain en voyant ses trois autres frères se démenant dans différents sports et joue à la Maplesville High School,. Grand fan du coureur Franco Harris, il va se perfectionner au poste de running back.

## Carrière

### Université
Il s'inscrit à l'université d'Auburn et se heurte à un véritable choc des cultures avec une vie très différente de celle qu'il a connu à Maplesville. Au moment de son entrée dans l'équipe de football américain, il glisse vers le poste de fullback, un rôle dérivé de celui de coureur sur lequel il est formé par l'entraîneur Bud Casey. Pendant quatre saisons, il est titulaire à ce poste et protège notamment Bo Jackson, futur lauréat du Trophée Heisman.

### Professionnel
Tommie Agee est sélectionné au cinquième tour de la draft 1987 de la NFL par les Seahawks de Seattle au 119e choix. L'originaire de l'Alabama n'a pas l'occasion de disputer sa saison de rookie car une blessure au genou l'envoie sur la liste des blessés pendant toute la durée de la saison 1987. De retour l'année suivante, il se contente d'un poste de remplaçant avant de s'engager chez les Chiefs de Kansas City où il est de nouveau victime d'une blessure, le privant du début de saison.
En 1990, Agee s'engage avec les Cowboys de Dallas et reçoit le poste de fullback titulaire après la blessure de Daryl Johnston, bloquant pour la légende Emmitt Smith. Il redevient ensuite remplaçant et intègre l'escouade spéciale sur les différents coups de pied. Agee remporte les Super Bowl XXVII et XXVIII même s'il n'a qu'un rôle limité et prend sa retraite en 1994 après une cinquième saison du côté de Dallas.